# Newzealandia inaequabilis
Newzealandia inaequabilis är en plattmaskart som först beskrevs av Fyfe 1956.  Newzealandia inaequabilis ingår i släktet Newzealandia och familjen Geoplanidae. Inga underarter finns listade i Catalogue of Life.